# Yoram Paporisz
Yoram Paporisz (* 13. Februar 1944 in Kozłów; † 1992) war ein in deutsch-israelischer Komponist ukrainischer Herkunft.

## Leben
Paporisz studierte in Katowice bei Ludomir Różycki, von 1962 bis 1965 an der Musikakademie von Tel Aviv bei Alexander Uriah Boscovich und danach in Mailand bei Franco Donatoni sowie in Freiburg bei Wolfgang Fortner. Seit 1965 lebte er als Komponist in Deutschland.
Neben dem fünfbändigen Kompendium Entdeckungen am Klavier und weiteren Klavierwerken komponierte er Kammermusik und ein Hexameron für Cembalo. 1984 erhielt er für sein Lebenswerk einen Preis der Heinrich-Strobel-Stiftung.